# Cynomops paranus
Cynomops paranus és una espècie de ratpenat de la família dels molòssids. Viu a Panamà, Colòmbia, l'Equador, el Perú, Veneçuela, Guyana, Surinam, la Guaiana Francesa, el Brasil i el nord de l'Argentina.